# Scolecobrotus bimaculatus
Scolecobrotus bimaculatus är en skalbaggsart som beskrevs av Lea 1916. Scolecobrotus bimaculatus ingår i släktet Scolecobrotus och familjen långhorningar. Inga underarter finns listade i Catalogue of Life.